# V-리그 여자부 드래프트 전체 1순위

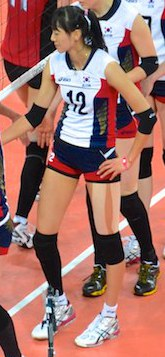
2002년 드래프트에서 1순위로 지명된 한송이.

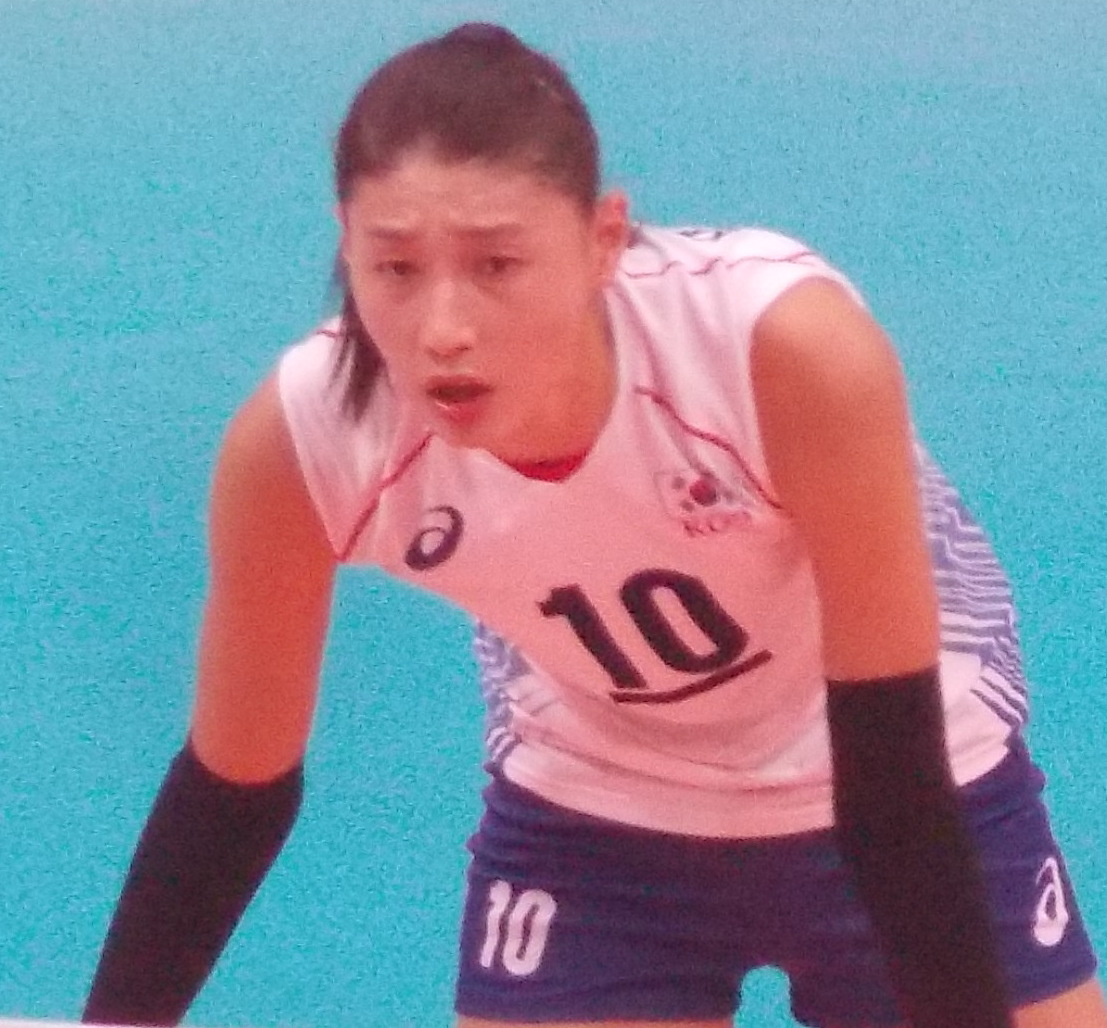
2005년 드래프트에서 1순위로 지명된 김연경.

V-리그 여자부 드래프트 전체 1순위는 매년 열리는 한국배구연맹 (KOVO) 드래프트에 참가한 모든 선수들 가운데 가장 먼저 지명되는 선수이다. 전체 1순위 지명권은 직전 시즌 하위 3개 팀 가운데 확률추첨제를 통해 선정된 팀이 갖게된다; 1순위 지명권의 선정 확률은 6위팀이 50%, 5위팀이 35%, 4위팀이 15%이다.
2000년에 첫 여자배구 드래프트가 개최되었으며, 프로 출범 이전인 2003년 드래프트까지는 실업배구 드래프트로 개최되었다.

## 설명
| * | 신인선수상 수상자를 가리킨다. |

| R | 라이트 | L | 레프트 | C | 센터 | S | 세터 | Li | 리베로 |

## V-리그 이전의 여자부 드래프트 전체 1순위 목록
| 드래프트 | 지명팀           | 선수    | 포지션 | 출신학교         | 비고  |
| -------- | ---------------- | ------- | ------ | ---------------- | ----- |
| 2000년   | 한국담배인삼공사 | 김세영  | C      | 남성여고         | [ 1 ] |
| 2001년   | 한국도로공사     | 임유진  | L/C    | 포항여고         | [ 2 ] |
| 2002년   | 한국도로공사     | 한송이* | L      | 수원한일전산여고 | [ 3 ] |
| 2003년   | LG칼텍스정유     | 김민지  | L      | 중앙여고         | [ 4 ] |

## 전체 1순위 목록
| 드래프트 | 지명팀       | 선수    | 포지션   | 출신학교         | 비고   |
| -------- | ------------ | ------- | -------- | ---------------- | ------ |
| 2004년   | LG칼텍스정유 | 나혜원  | R        | 일신여상         | [ 5 ]  |
| 2005년   | 흥국생명     | 김연경* | L        | 수원한일전산여고 | [ 6 ]  |
| 2006년   | GS칼텍스     | 한수지* | S        | 전주근영여고     | [ 7 ]  |
| 2007년   | GS칼텍스     | 배유나* | L/R      | 수원한일전산여고 | [ 8 ]  |
| 2008년   | 현대건설     | 염혜선* | S        | 목포여상         | [ 9 ]  |
| 2009년   | 한국도로공사 | 정다은  | C        | 중앙여고         | [ 10 ] |
| 2010년   | 한국도로공사 | 표승주* | C        | 수원한일전산여고 | [ 11 ] |
| 2011년   | KGC인삼공사  | 장영은  | L        | 경남여고         | [ 12 ] |
| 2012년   | GS칼텍스     | 이소영* | L        | 전주근영여고     | [ 13 ] |
| 2013년   | 흥국생명     | 공윤희  | R/C      | 세화여고         | [ 14 ] |
| 2014년   | 흥국생명     | 이재영* | L        | 선명여고         | [ 15 ] |
| 2015년   | GS칼텍스     | 강소휘* | L        | 원곡고           | [ 16 ] |
| 2016년   | 한국도로공사 | 정선아  | L/C      | 목포여상         | [ 17 ] |
| 2017년   | GS칼텍스     | 한수진  | R/L/S/Li | 수원전산여고     | [ 18 ] |
| 2018년   | 흥국생명     | 이주아  | C        | 원곡고           | [ 19 ] |
| 2019년   | KGC인삼공사  | 정호영  | C        | 선명여고         | [ 20 ] |
| 2020년   | GS칼텍스     | 김지원  | S        | 제천여고         | [ 21 ] |
| 2021년   | 페퍼저축은행 | 박사랑  | S        | 대구여고         | [ 22 ] |
| 2022년   | 페퍼저축은행 | 어르헝  | MB       | 목포여상         |        |
| 2023년   | 한국도로공사 | 김세빈  | MB       | 한봄고           |        |